# Kingsville (Ohio)
Kingsville é um local designado pelo censo no centro de Kingsville Township, Ashtabula County, Ohio, Estados Unidos . Possui uma agência postal com o CEP 44048. Encontra - se na intersecção das State Routes 84 e 193, a menos de uma milha a noroeste da Interestadual 90.
Kingsville foi originalmente chamado Fobesdale ou Fobesville, e sob o último nome foi estabelecido em 1810.

## Na mídia
Kingsville foi um local usado para as filmagens de The Dark Secret of Harvest Home .